# Compañía Georgiana
Compañía Georgiana (en georgiano: ქართული დასი, romanizado: kartuli dasi) es un partido político izquierdista y nacionalista de Georgia fundado en enero de 2007 por Yondi Bagaturia.

## Historia
El partido fue fundado por un destacado activista del Partido Laborista de Georgia, Yondi Bagaturia, en enero de 2007 tras desacuerdos con el líder del partido Shalva Natelashvili en diciembre de 2006.
El partido formó parte del Consejo Nacional Unido desde 2007 a 2008.

## Ideología
El partido ha prometido nacionalizar las empresas y las propiedades adquiridas por extranjeros.

## Resultados electorales

### Elecciones parlamentarias
| Elección | Votos   | %     | Representantes | +/–         | Posición | Coalición              | Candidato       |
| -------- | ------- | ----- | -------------- | ----------- | -------- | ---------------------- | --------------- |
| 2008     | 314.668 | 17,73 | 0/150          | Sin cambios | 2.º      | Consejo Nacional Unido | Yondi Bagaturia |
| 2012     | 2.324   | 0,11  | 0/150          | Sin cambios | 9.º      |                        | Yondi Bagaturia |
| 2016     | 2.182   | 0,12  | 0/150          | Sin cambios | 14.º     |                        | Yondi Bagaturia |
| 2020     | 982     | 0,05  | 0/150          | Sin cambios | 40.º     |                        | Yondi Bagaturia |